# Perniö

Wappen der ehemaligen Gemeinde Perniö

Perniö [ˈpɛrniœ] (schwed. Bjärnå) ist eine ehemalige Gemeinde an der Küste Südwestfinnlands. Anfang 2009 wurde sie in die Stadt Salo eingemeindet.
Perniö liegt in der Landschaft Varsinais-Suomi 23 km südlich des Stadtzentrums von Salo. Die Entfernung nach Turku beträgt 75 km, in die Hauptstadt Helsinki sind es 132 km. Die Gemeinde Perniö hatte eine Fläche von 408,13 km². Die Landschaft im ehemaligen Gemeindegebiet ist von bewaldeten Hügeln und landwirtschaftlich genutzten Flusstälern geprägt. Die Einwohnerzahl der Gemeinde betrug zuletzt 5.903. Die Hälfte der Einwohner lebte im Kirchdorf von Perniö. Weitere Siedlungszentren (taajama) sind Teijo und die Bahnhofsgegend (Perniön asemaseutu). Die Gemeinde Perniö war einsprachig finnischsprachig.
Die älteste urkundliche Erwähnung von Perniö stammt aus dem Jahr 1330. Die St.-Laurentius-Kirche von Perniö wurde um 1480 gebaut. Im Mittelalter begünstigte die Lage an der Königsstraße, dem alten Weg der schwedischen Könige von Turku nach Viborg, die Entstehung von Gutshöfen in Perniö. Im 17. Jahrhundert entstanden die kulturhistorisch wertvollen Eisenhütten von Mathildedal, Teijo, Koski und Kirjakkala. Bis heute ist die Metallindustrie in Perniö ein wichtiger Erwerbszweig. Zum Jahresbeginn 2009 wurde Perniö zusammen mit den acht Gemeinden Halikko, Kiikala, Kisko, Kuusjoki, Muurla, Pertteli, Särkisalo und Suomusjärvi nach Salo eingemeindet.

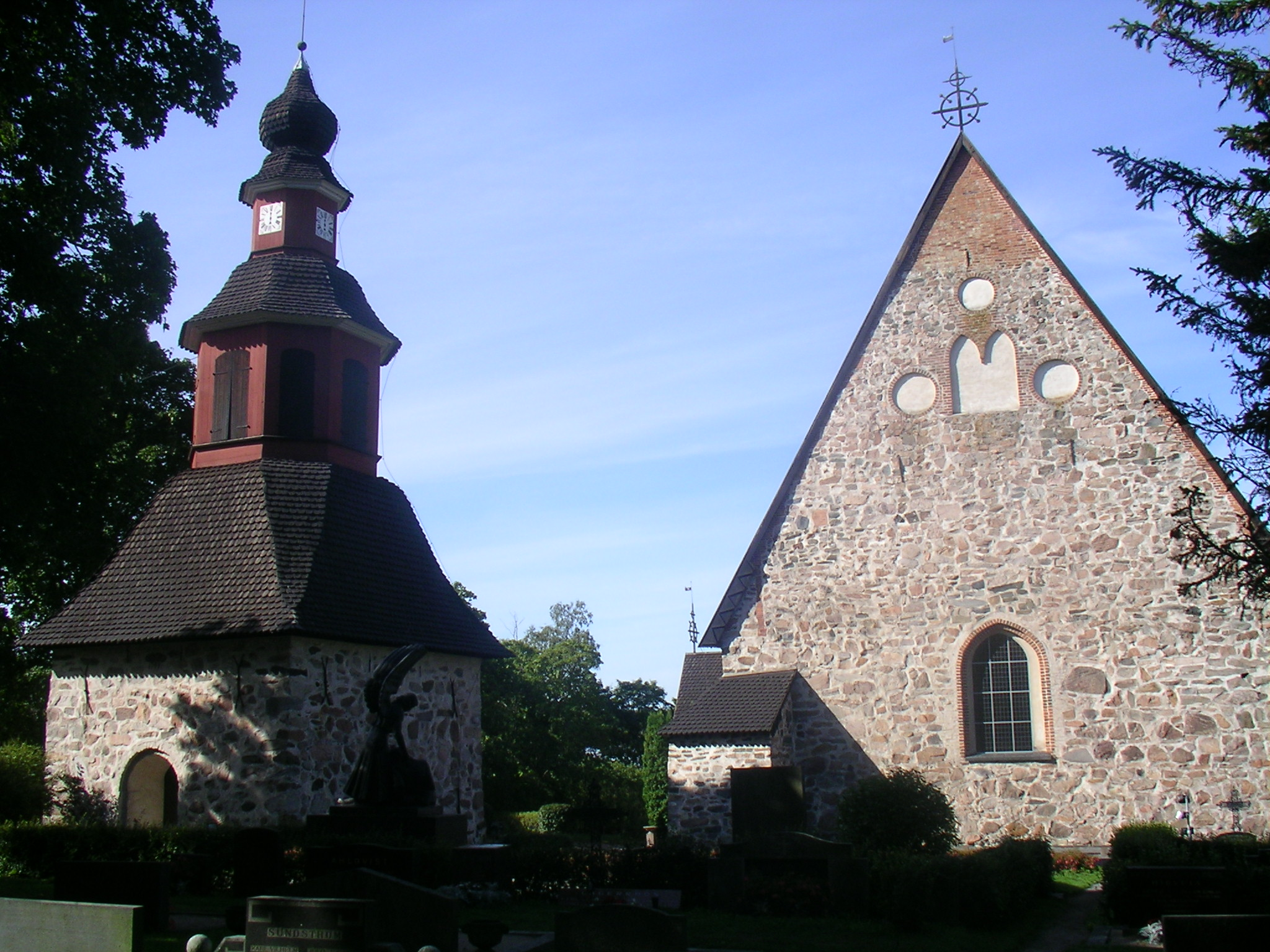
Die Kirche von Perniö
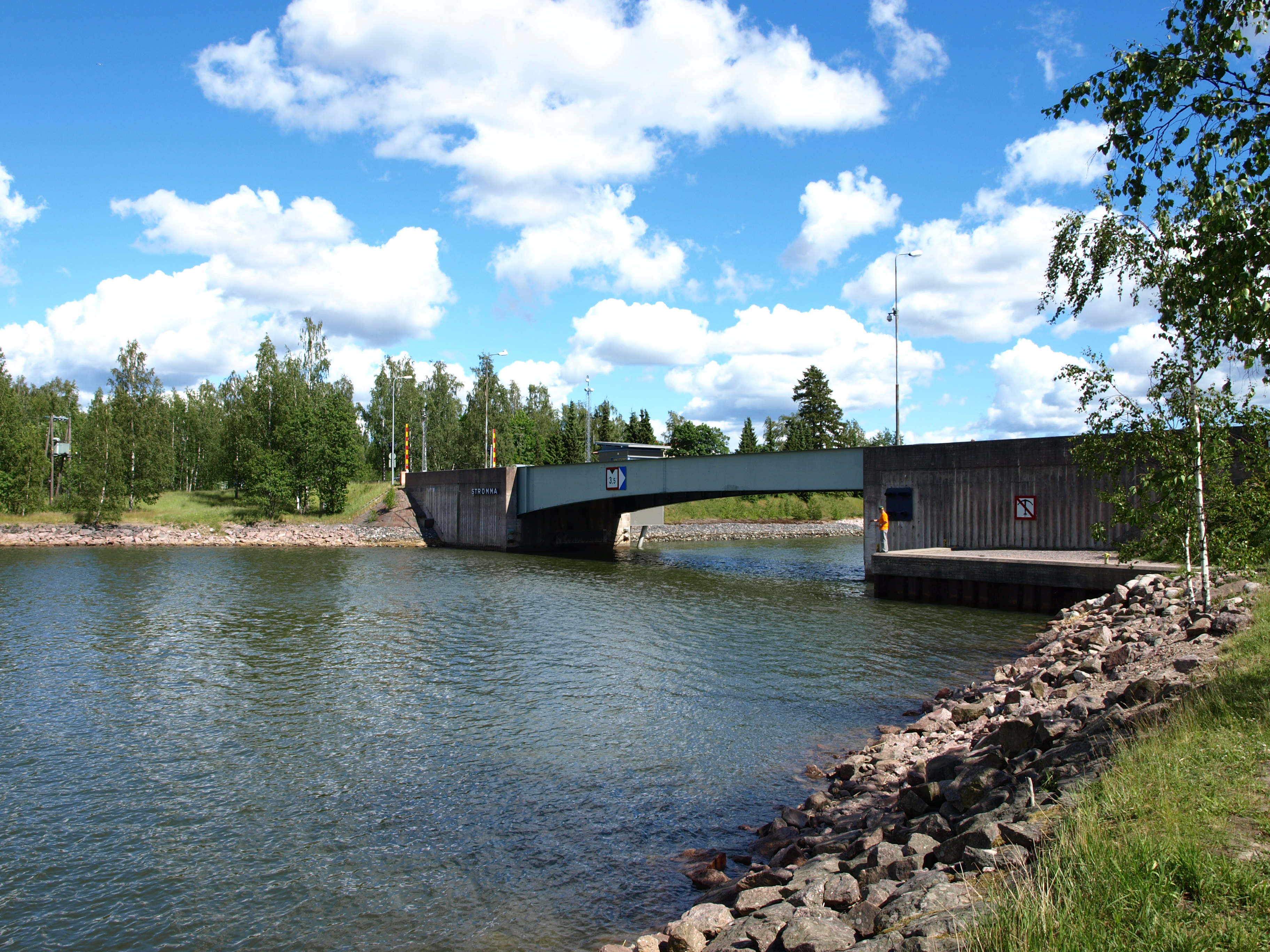
Der Strömma-Kanal bei Perniö